# Phare de Vingleia
Le phare de Vingleia (en norvégien: Vingleia fyr) est un phare côtier de la commune de Frøya, dans le comté et la région de Trøndelag (Norvège). Il est géré par l'administration côtière norvégienne (en norvégien: Kystverket).
L'ancien phare de 1921 est classé patrimoine culturel par le Riksantikvaren depuis 2001.

## Histoire
La station est située sur l'île de Skarvfleshølen, en mer de Norvège, qui se trouve à environ 6 km au nord du village de Mausund.
Le premier phare a été mis en service en 1921. C'était maison-phare dont la tour carrée en bois de 19 mètres est attachée à la maison. Il était peint en blanc avec un toit rouge. Il a été fermé en 1985 lorsque la nouvelle tour a été construite à côté de lui. La vieille tour a été rénovée et est maintenant disponible à la location en tant que maison de vacances. C'est un phare automatique.

## Description
Le phare actuel  est une tourelle cylindrique à claire-voie de 7 mètres de haut, avec une galerie et lanterne. La tourelle est peinte en blanc, avec une bande noire, et le dôme de la lanterne est rouge. Il se trouve à proximité des maisons de gardien et de l'ancienne maison-phare. Son feu à occultations  émet, à une hauteur focale de 14 mètres, deux éclats (blanc, rouge et vert selon différents secteurs) toutes les 68 secondes. Sa portée nominale est de 10 milles nautiques (environ 19 km) pour le feu blanc, 7 pour le feu rouge et 6 pour le feu vert.
Identifiant : ARLHS : NOR-423 ; NF-4673 - Amirauté : L1520 - NGA : 8088 .
|                      |
| Le phare (1890-1900) |

|          |
| Le phare |

### Lien connexe
- Liste des phares de Norvège